# Denominació d'Origen Pla de Bages
La Denominació d'Origen Pla de Bages protegeix els vins produïts al Pla de Bages. L'àrea de producció consta de 26 municipis que formen bona part de la comarca del Bages i del Moianès.
Es troba en una zona privilegiada dins la província de Barcelona, al cor de Catalunya, prop de les muntanyes de Montserrat.
És una zona de gran tradició vinícola, de fet, es diu que el topònim de Bages ve de "Bacus", el deu pagà del vi. De Bacus vindria Bacassis i d'aquest Bages.

## Geografia

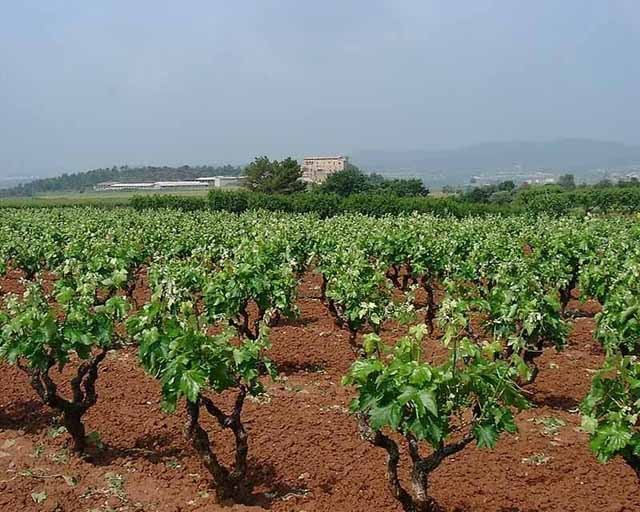
Vinyes a Artés

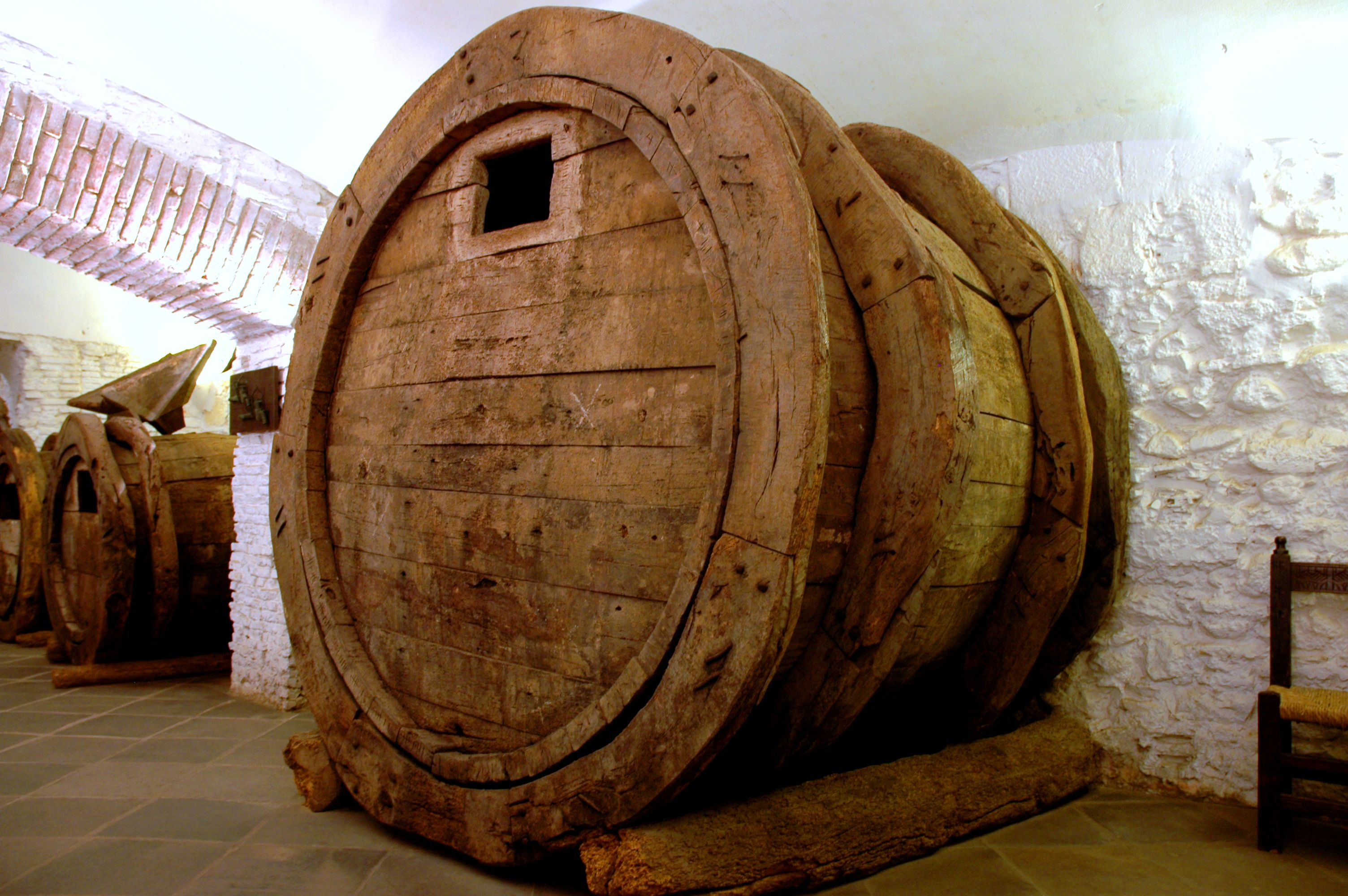
Bóta del Bages al Museu del Vi del Convent del Carme de Peralada

El pla de Bages està situat a l'extrem oriental de la depressió central, de muntanya mitjana, i està protegit pel Prepirineu al nord i la serralada Prelitoral al sud-est.
El microclima és de tendència mediterrània, amb una oscil·lació tèrmica rigorosa i amb pluges escasses i sòls ondulats, cosa que dona un raïm de rendiment curt però de gran qualitat.

## Història
Aquesta àrea era tradicionalment productora de vins. Encara que l'àrea de la denominació és reduïda, és hereva de les grans extensions vinícoles de la Catalunya central. El topònim Bages s'ha relacionat amb el déu del vi Bacus. Existeixen prop de 400 barraques fetes amb pedra seca que testimonien una llarga tradició vinícola a la zona.
Els monjos del monestir de Sant Benet de Bages van impulsar, des del segle x, el conreu de la vinya i la producció de vi en tota la seva àrea d'influència. Va esdevenir una de les principals activitats econòmiques fins al segle xix.
La vinya del Bages portava molts anys en expansió, tanmateix la plaga de la fil·loxera que va arrasar la vinya francesa a partir de 1.860 va disparar la demanda de vins catalans, va multiplicar els preus i va fer que els pagesos plantessin vinyes per tot arreu per aprofitar el moment, arribant a ser la comarca catalana amb més extensió de vinya de Catalunya, amb 27.200 hectàrees.
Va ser quan la vinya es va enfilar per les muntanyes i en va néixer un nou paisatge estructurat en feixes de pedra seca, barraques de vinya i tines. Les cases i els masos es feien petits en comparació a les hectàrees de vinya plantades i les tines van ser elements claus en l'elaboració de vi, ja que d'aquesta manera el trajecte cap al mas ja no era amb 100kg de raïm, si no amb 65kg de vi, sense córrer el risc de que amb distàncies de desplaçament tant llargues la collita es fes malbé i fermentes abans d'hora. Aquesta època se l'anomena la febre d'or, que va durar fins al 1890, i va deixar al Bages un patrimoni cultural econòmic i social, sent la pedra seca reconeguda per la UNESCO com a Patrimoni Cultural Immaterial de la Humanitat.
La fil·loxera, però, va acabar arribant a Catalunya al 1890 i va comportar una forta crisi a les vinyes al Bages. Tot i així, quest no va ser l'abandó definitiu de les vinyes a la zona, ja que després de la fil·loxera encara es varen tornar a plantar fins a 22.000 hectàrees, si no que l'abandó de les vinyes es va dur a terme amb l'arribada del tèxtil. Era preferible treballar en una fàbrica amb un sou fix, sense dependre de les inclemències del temps i de la qualitat de la collita, amb un dia de festa setmanal i a la ciutat.
Fins a finals del segle xx no es va recuperar l'activitat econòmica vinícola. L'impulsor va ser la cooperativa d'Artés que a més de preservar el picapoll, la varietat autòctona adaptada a la zona, va introduir noves varietats vitícoles i tècniques de producció més elaborades.
El 1995 va néixer la Denominació d'Origen, amb la intenció de donar valor als vins d'aquest territori. Actualment treballa per recuperar les varietats perdudes i la identitat del patrimoni. Recupera l'essència per tornar a donar valor a tot allò que la defineix.

## Vinificació
El vi distintiu de la zona és el picapoll, un vi blanc lleuger i d'un color groc característic. Altres vins blancs, de macabeu o chardonnay, resulten afruitats i lleugers.
Pel que fa als vins negres, són aromàtics. Les varietats de ceps més cultivades són, l'ull de llebre, cabernet sauvignon, merlot i sumoll.